# Infiniti FX
Le FX est le premier crossover de la marque de luxe Infiniti. Lancé en 2003, il a permis d'améliorer et d'étendre l'image de cette marque vouée à jouer un rôle mineur sur le marché du haut de gamme. Grâce à son style reconnaissable entre mille, il a réussi son objectif et s'est renouvelé pour une seconde génération en 2008. Celle-ci a traversé l'Atlantique pour arriver en Europe en octobre 2008, et en 2010, il est équipé d'une motorisation diesel.

## FX35/45: Première génération (2003-2008)
Cette première génération a vu le jour en 2003 et a duré cinq années jusqu'en 2008. Adoptant un style novateur, mélange de coupé et de SUV, d'où la catégorie Crossover à laquelle il appartient. Très haut de gamme, il n'existe qu'avec les moteurs les plus puissants de la marque Infiniti. Vendus uniquement en Amérique du Nord, les acheteurs Européens pouvaient l'acquérir via des mandataires spécialisés en import de véhicules, mais à des tarifs exorbitants.

### Motorisations
Il était disponible en deux motorisaitons :
- FX35 : V6 3.5 280 ch.
- FX45 : V8 4.5 315 ch.

Il existait uniquement en boîte automatique à cinq rapports avec une transmission intégrale ou en propulsion (sauf V8).

### Galerie photos

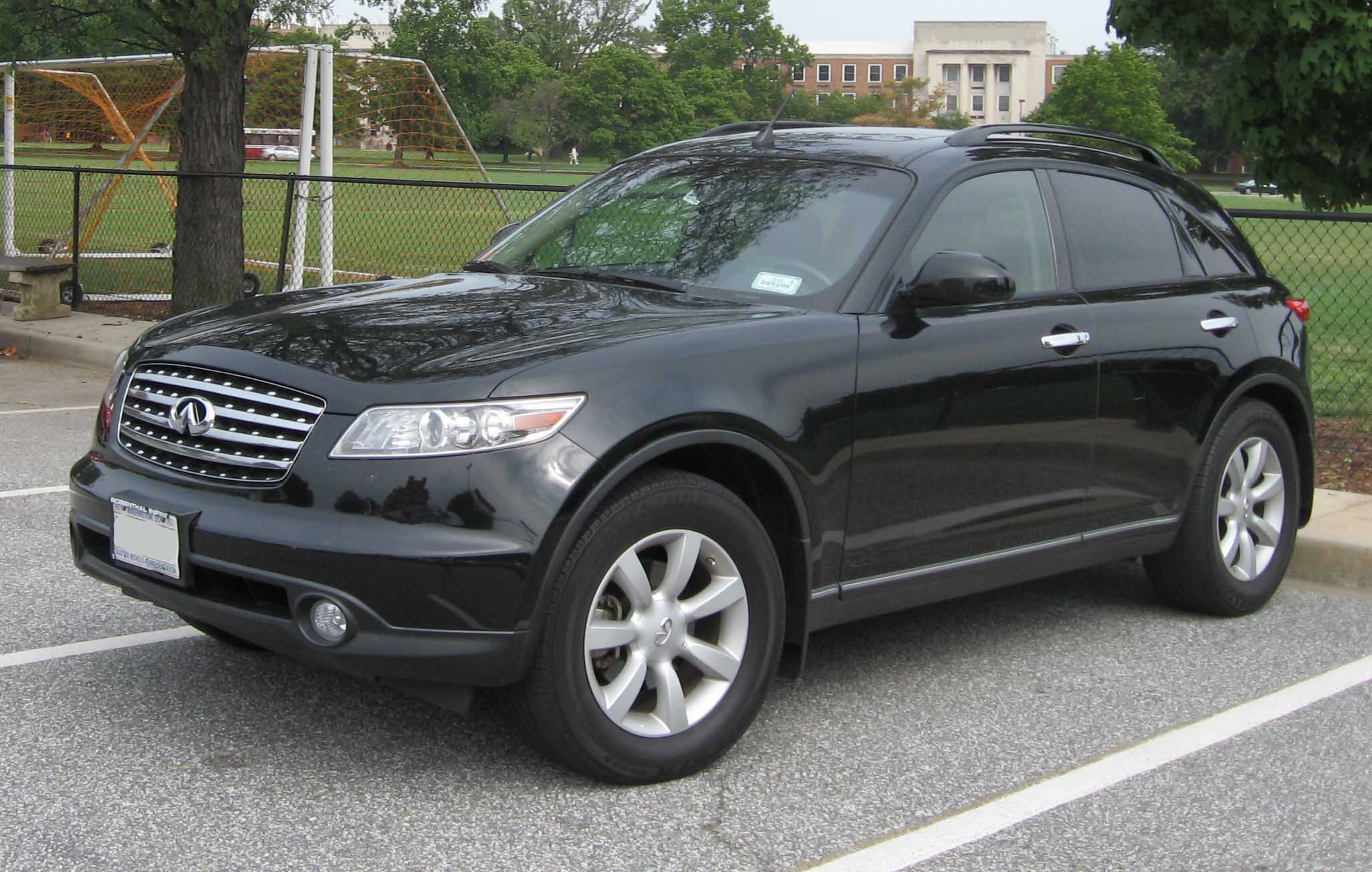
FX 1re génération (FX35/45)
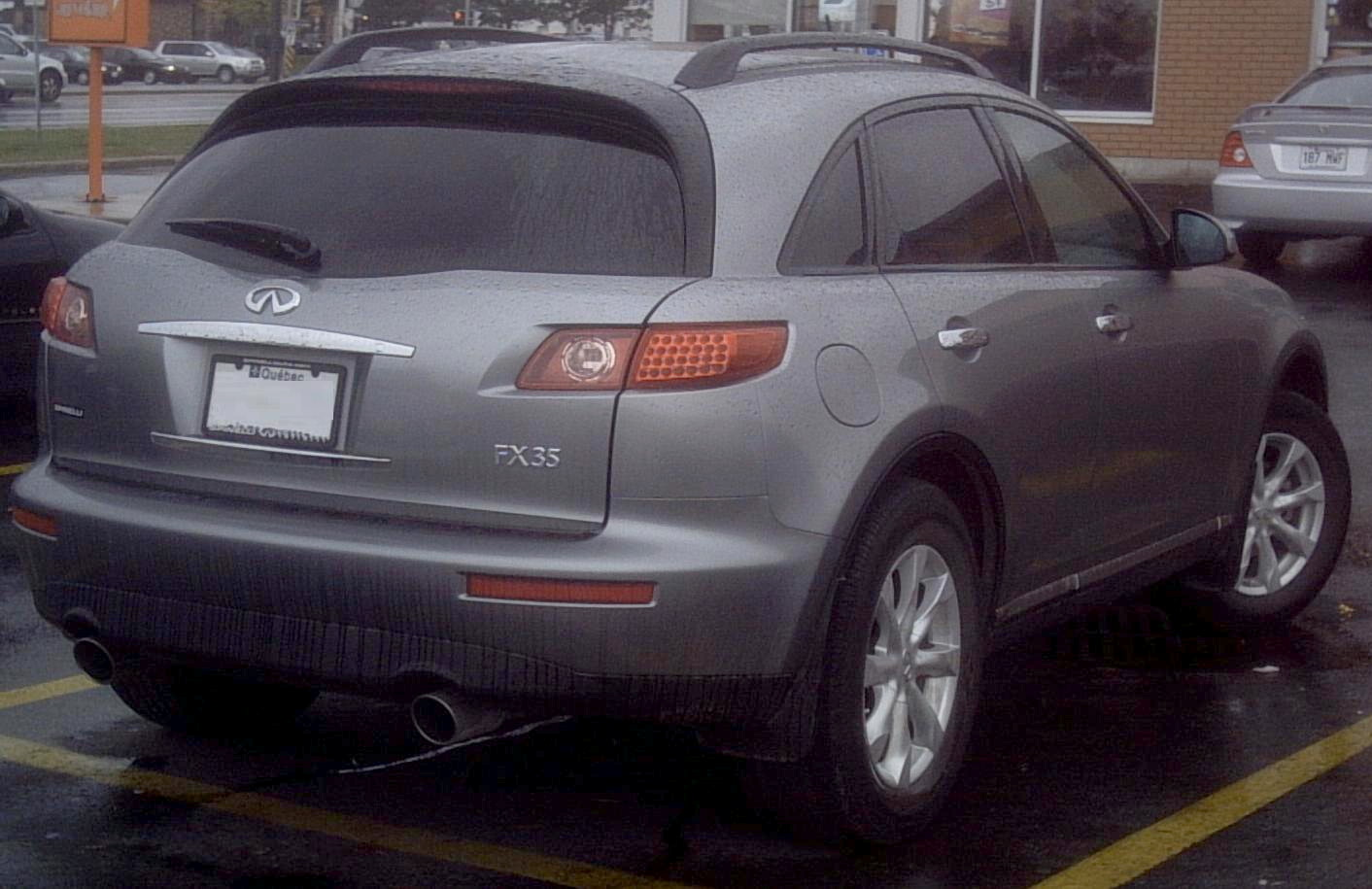
FX 1re génération (FX35/45)
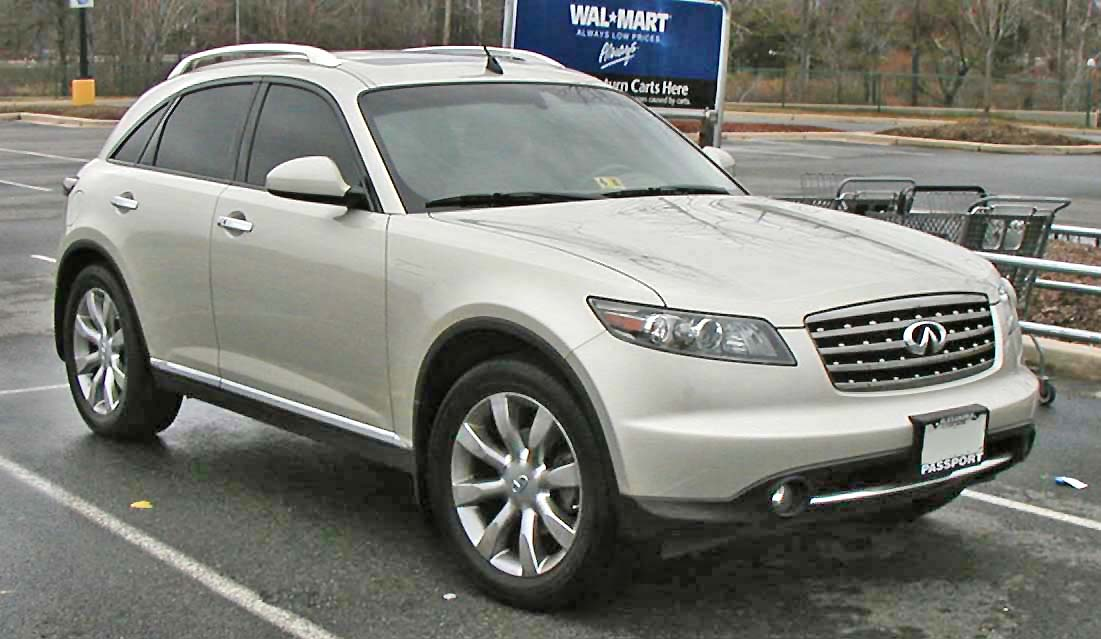
FX 1re génération (FX35/45)
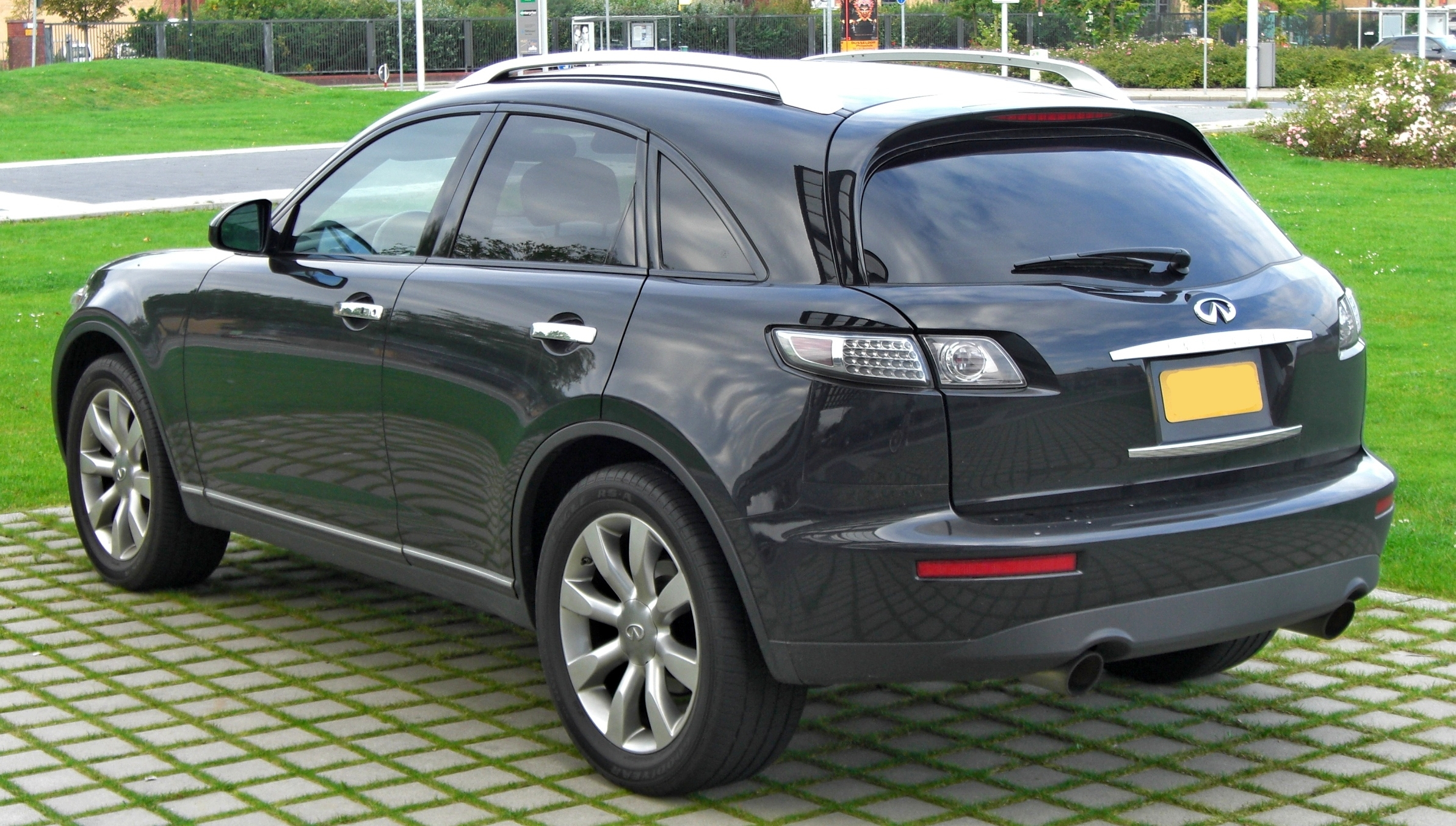
FX 1re génération (FX35/45)
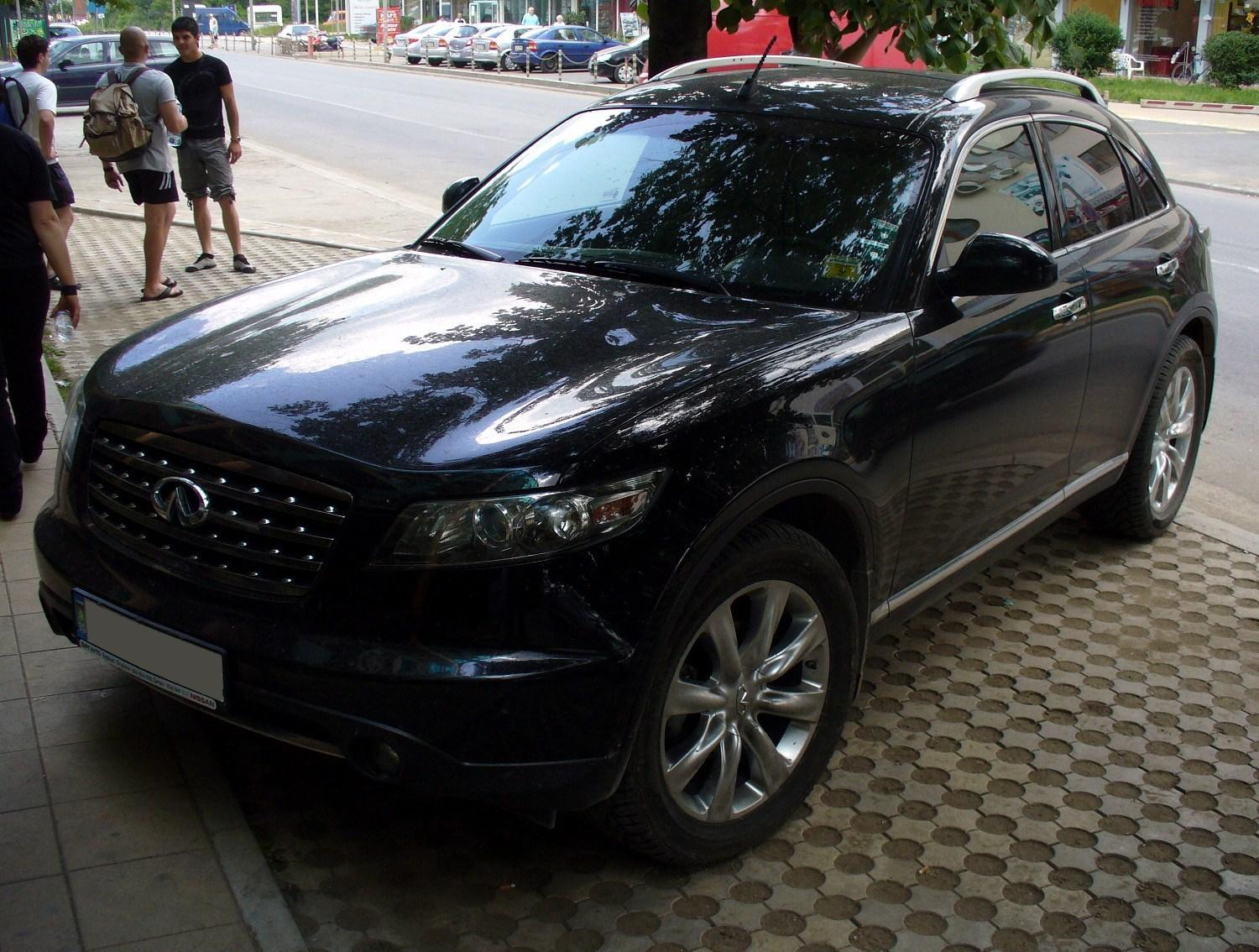
FX 1re génération (FX35/45)
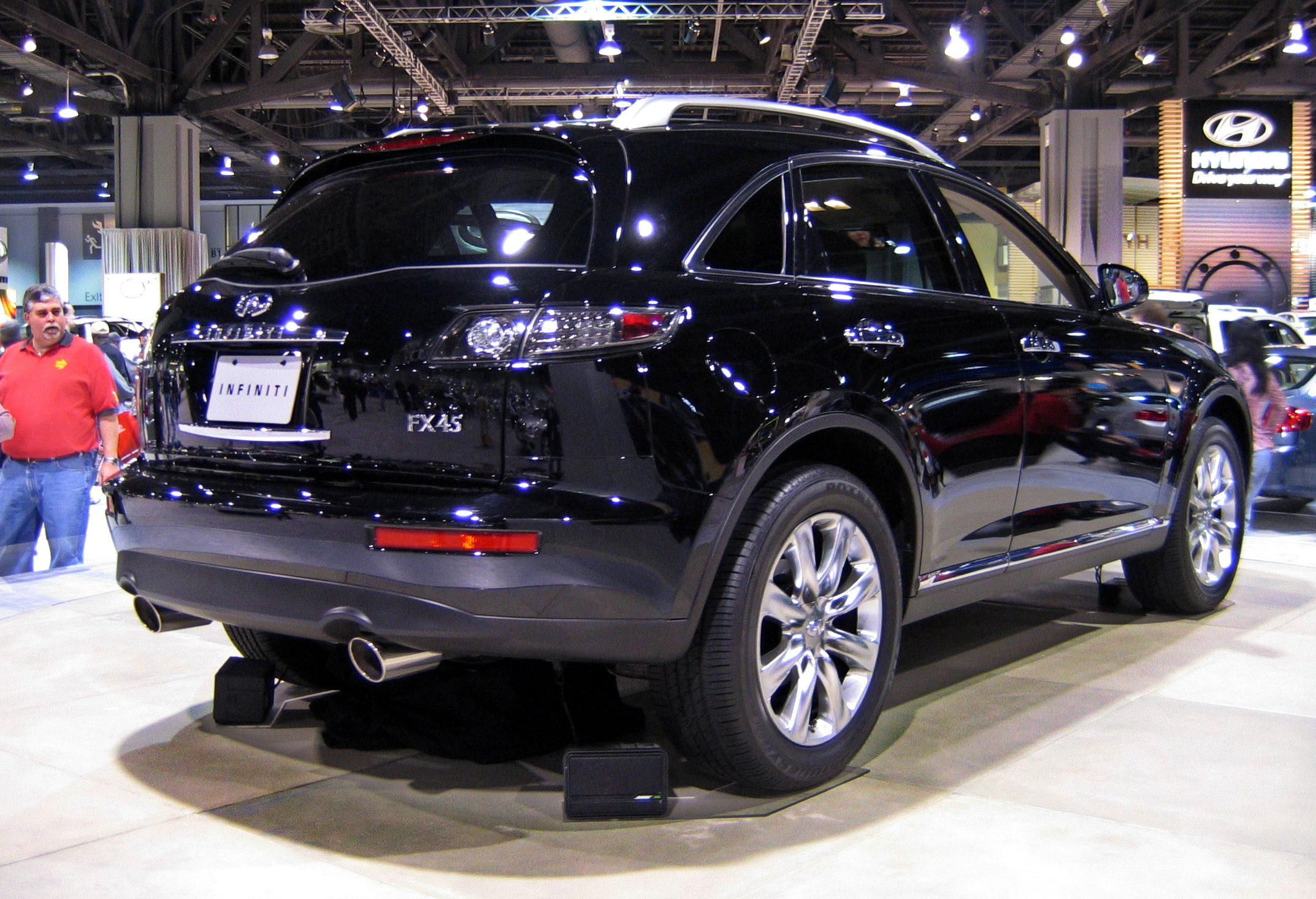
FX 1re génération (FX35/45)
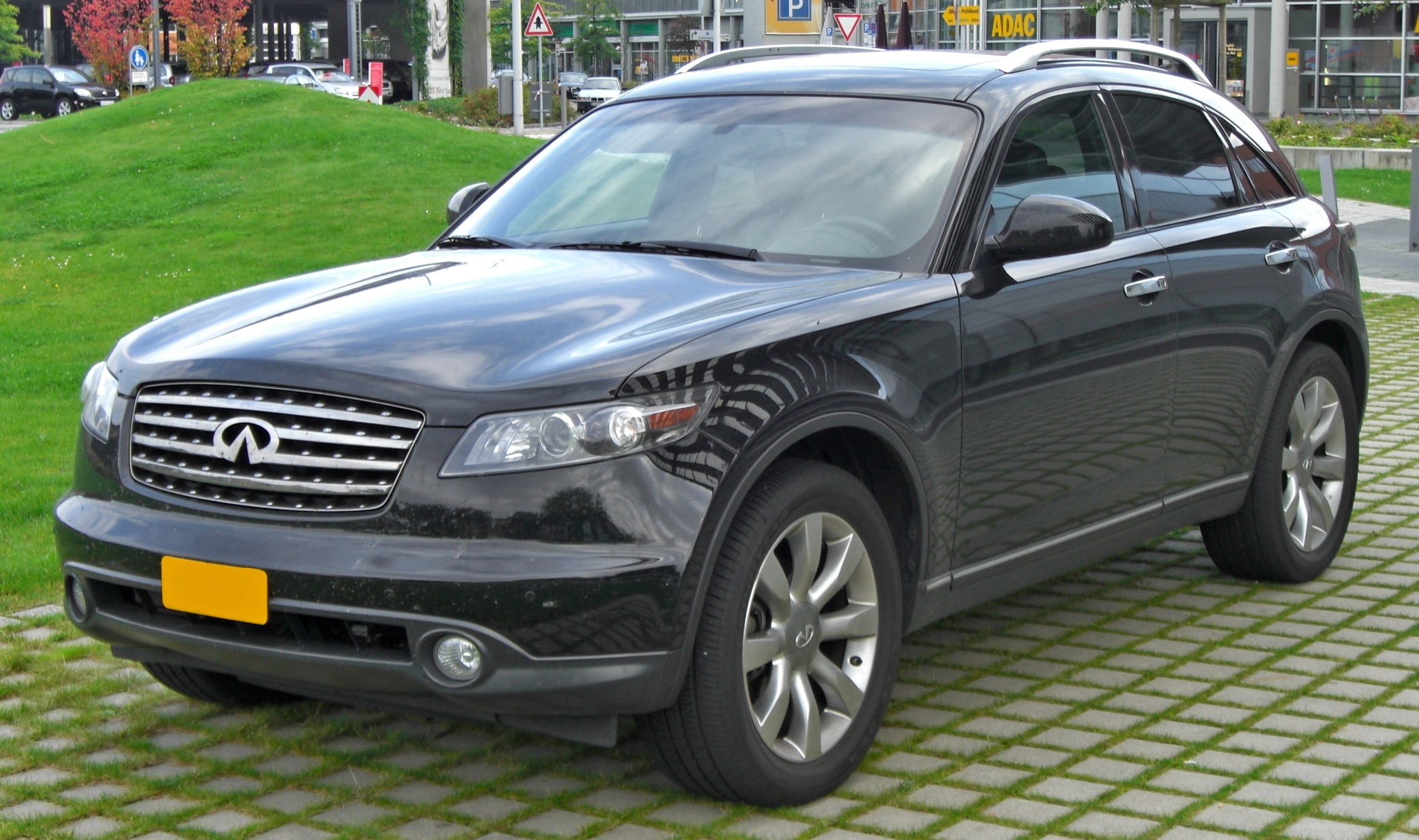
FX 1re génération (FX35/45)

## FX35/37/50/30d: Deuxième génération (2008-2014)
Cette seconde génération est lancée début 2008, d'abord en version V8, la FX50, puis en fin d'année apparaîtra le V6 du FX37. Elle garde pratiquement le même gabarit que sa devancière, même si elle est plus longue de six centimètres. Elle arrivera en Europe fin 2008 en même temps que les G37 berline, G37 Coupé et EX37. Pour l'Europe, le FX s'équipe d'un V6 diesel, dévoilé lors du Salon de Genève en mars 2010.

### Motorisations
Le FX est disponible avec trois moteurs essences :
- FX35 : V6 3.5 303 ch. Pour l'Amérique du Nord uniquement.
- FX37 : V6 3.7 320 ch. Pour l'Europe uniquement.
- FX50 : V8 5.0 390 ch.

Il est uniquement disponible avec une boîte automatique à sept rapports, en quatre roues motrices.
L'Infiniti FX a une gamme de motorisation allant de 238 ch à 390 ch.
Que ce soit en V6 diesel, V6 essence, V8 essence, avec sa boîte automatique à 7 rapports dotée du système ASC,
Le FX est aussi équipé d'un diesel :
- FX30d : V6 3.0d FAP 238 ch.

### Galerie photos

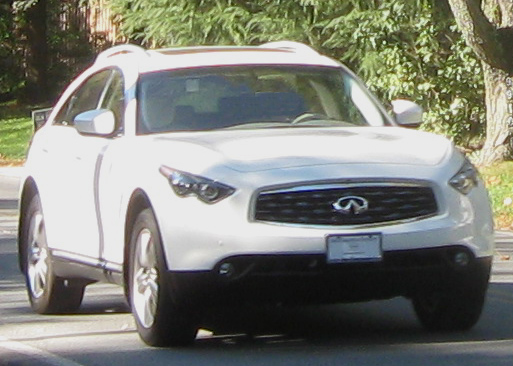
FX 2e génération (FX37/50)
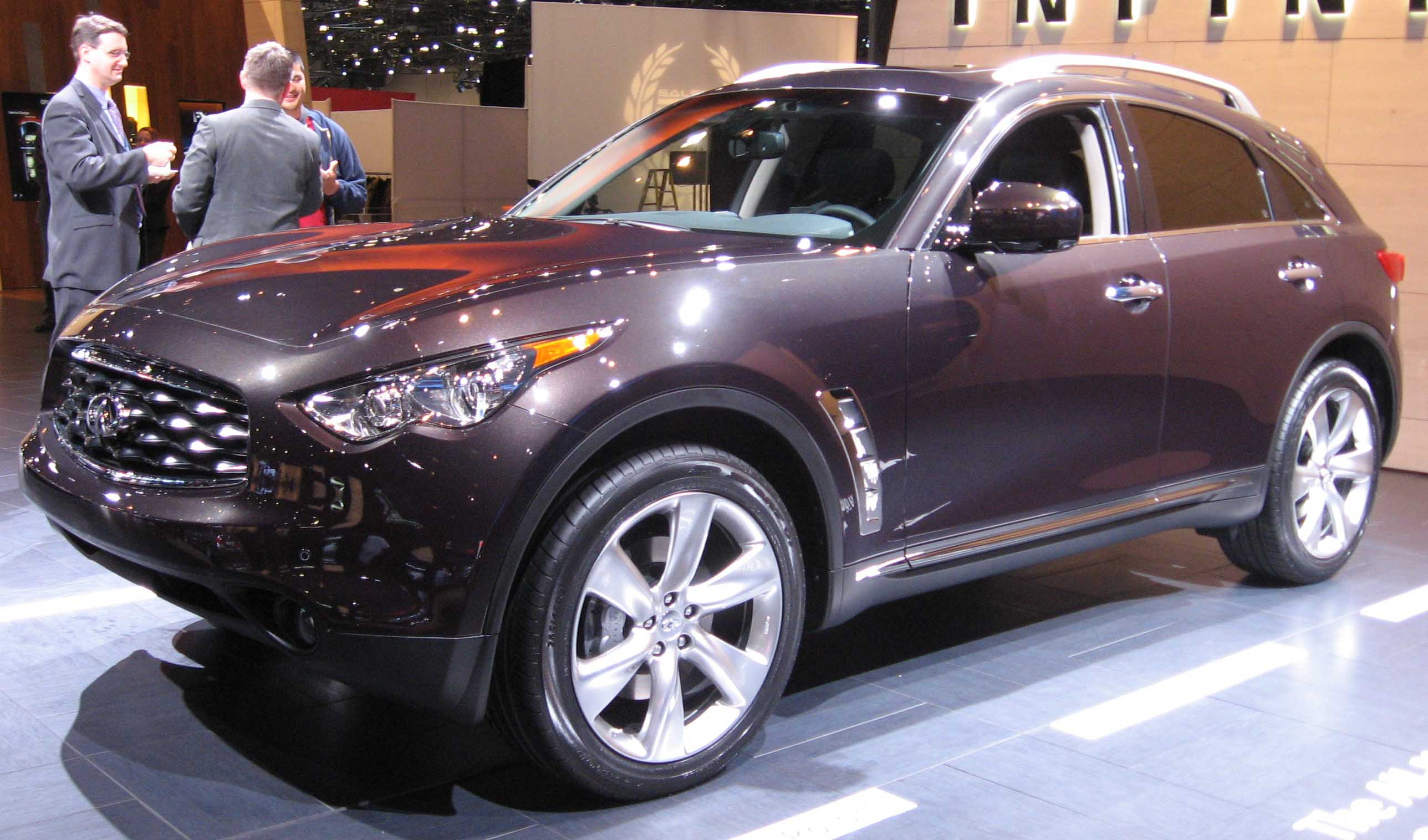
FX 2e génération (FX37/50)
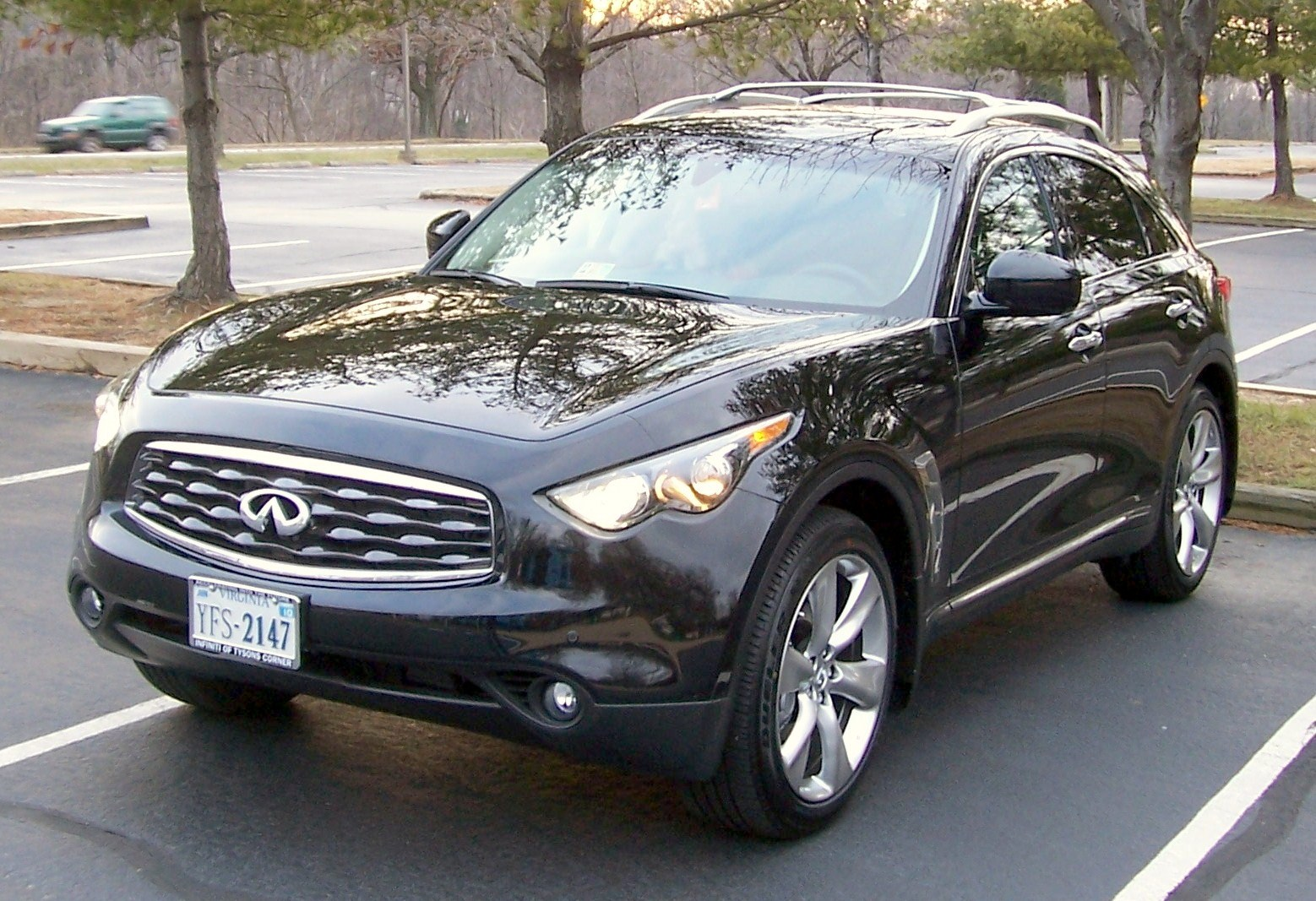
FX 2e génération (FX37/50)
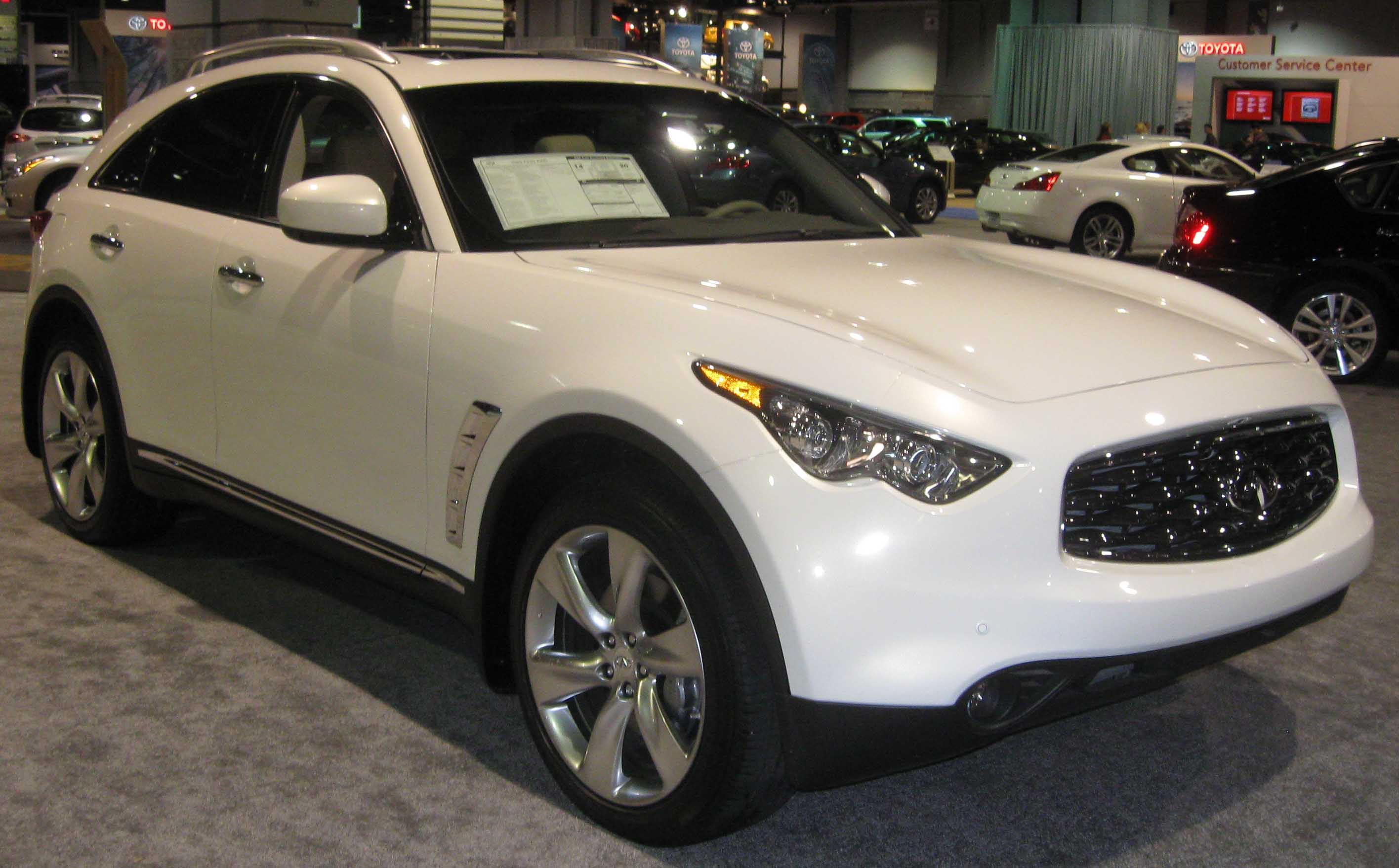
FX 2e génération (FX37/50)
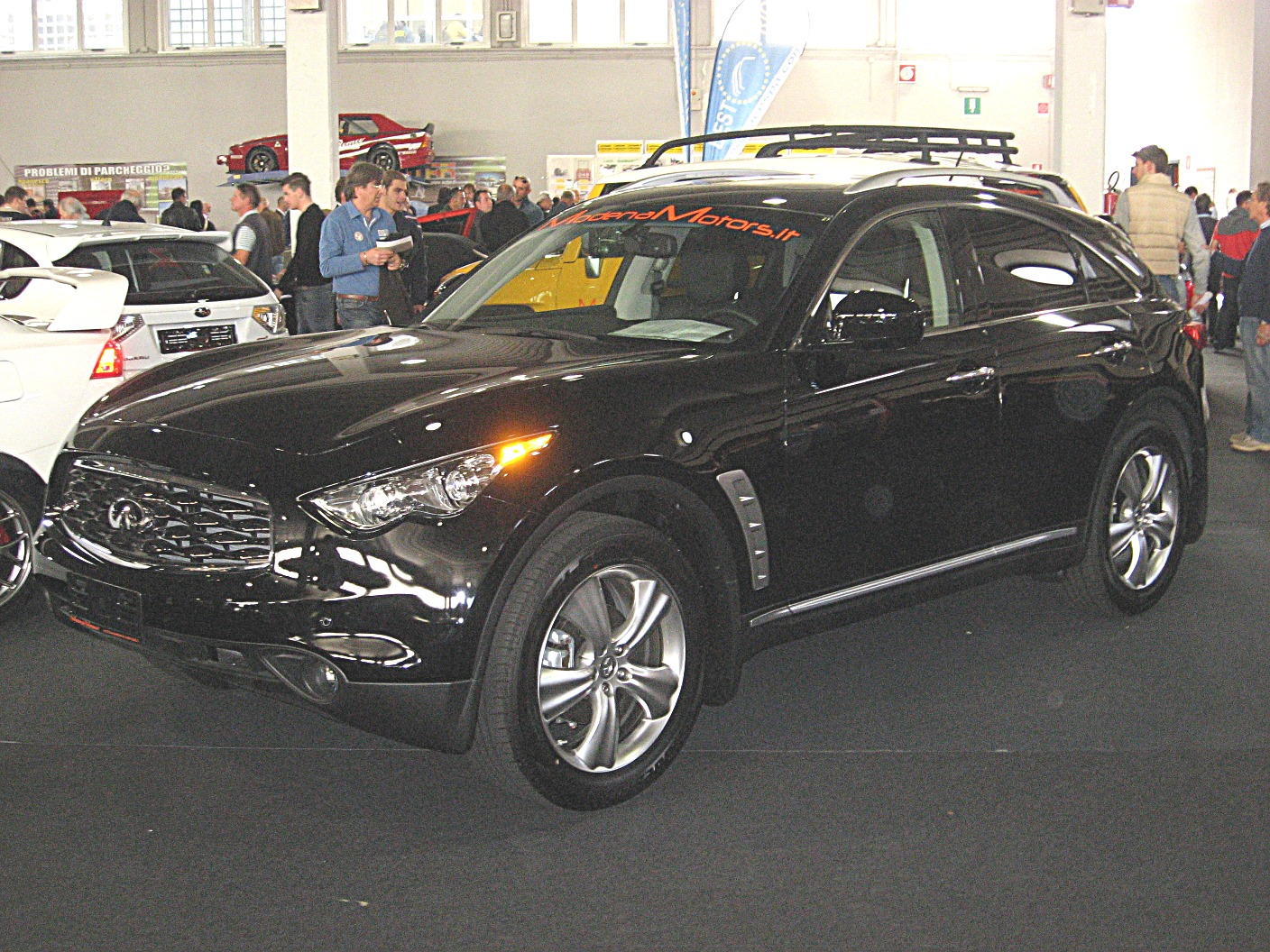
FX 2e génération (FX37/50)
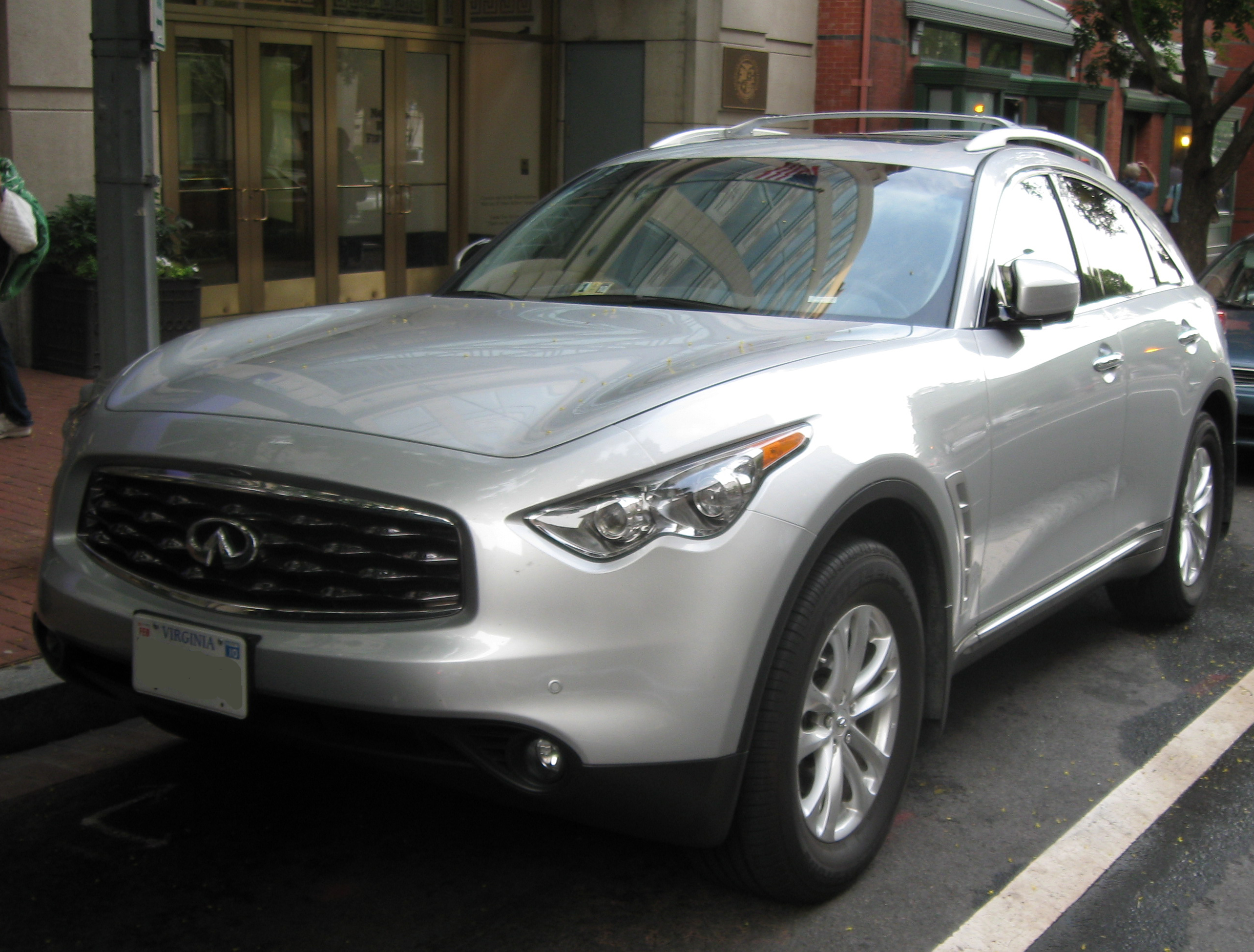
FX 2e génération (FX37/50)

## Ventes

### États-Unis
| Année | Ventes  | Diff.    |
| ----- | ------- | -------- |
| 2003  | 27 637  |          |
| 2004  | 30 964  | + 12 %   |
| 2005  | 26 786  | - 13,5 % |
| 2006  | 22 653  | - 15,4 % |
| 2007  | 20 724  | - 8, %   |
| 2008  | 12 660  | - 38,9 % |
| 2009  | 11 024  | - 12,9 % |
| 2010  | 10 420  | - 5,5 %  |
| Total | 162 868 |          |

### France[5]
| Année  | 2007 | 2008 | 2009 | 2010 | 2011 | 2012 | Total |
| ------ | ---- | ---- | ---- | ---- | ---- | ---- | ----- |
| Ventes | 2*   | 13   | 82   | 161  | 274  | 228  | 760   |

- importations à titre isolé